# 阿拉斯加州單一國會選區
阿拉斯加州單一國會選區（英語：Alaska's At-large congressional district）是美国阿拉斯加州一個國會選區，於1959年設立，選區範圍包括阿拉斯加州全州，面積1,71萬7,854平方公里。2000年人口626,932人，是美國面積最大的選區。
當前本區被視為較偏向共和黨，現任聯邦眾議員為尼克·貝吉奇三世。